# سیارک ۶۶۶۱
سیارک ۶۶۶۱ (به انگلیسی: 6661 Ikemura، نامگذاری:1993BO) شش هزار و ششصد و شصت و یکمین سیارک کشف شده‌است که در ۱۷ ژانویه ۱۹۹۳ کشف شد.